# Детудамо, Тимоти
Тимоти Детудамо (род. Уабо, Науру — 11 апреля 1953, Сидней, Австралия) — наурский политик и лингвист; главный вождь Науру (1930—1942; 1946—1953), советник по округам Денигомоду, Нибок, Уабо и Байтси (1951—195?). Почётный гражданин округа Уабо.

## Биография
Детудамо родился в районе Уабо. В молодости он был мирянином протестантской церкви Науру и стал помощником немецко-американского миссионера преподобного Филиппа Делапорта. В 1917 году он был выбран для поездки в Соединенные Штаты, чтобы перевести Библию на Науруанский язык. Для финансирования поездки ему потребовалось 500 долларов США, которые он собрал через пожертвования в Науру. Его перевод был осуществлен при помощи Делапорта. Детудамо вернулся в Науру в 1921 году. 
В 1938 году он попытался реформировать Науруанский язык, сделав его более понятным для европейцев и американцев. Однако его реформы не были широко приняты, и сегодня старая орфография продолжает быть более распространенной.
В ноябре 1930 года Детудамо был назначен главным вождем Науру администратором Уильямом Огастином Ньюманом после смерти его предшественника, Даймона. Он занимал этот пост до 1942 года, когда Япония вторглась на остров и оккупировала его. Во время японской оккупации он занимал пост губернатора Науру до 30 июня 1943 года, но позже он депортирован вместе с большинством населения региона в Чуук, Микронезия. 31 января 1946 года он вернулся в Науру и был переизбран на должность главного вождя. После создания в 1951 году совета местного самоуправления Науру Детудамо был избран советником в округах Денигомоду, Нибок, Уабо и Байтси.
Детудамо также помог основать первое крупное предприятие в Науру — кооперативный магазин землевладельцев. Он был назван кооперативным обществом Науру.
Детудамо умер в австралийском Сиднее 11 апреля 1953 года в возрасте 65 лет, его сменил на посту главного вождя Раймонд Гадабу. Позже его сын Бураро стал депутатом парламента и министром.